# Clorfeniramina
A clorfeniramina (maleato de clorfenamina ou maleato de clorofenamina, em português europeu, também conhecido como clorfenamina, abreviada na literatura como CP, ou CPM, do inglês chlorphenamine) é um composto químico, um antagonista H1 de primeira geração, utilizado na medicina como anti-histamínico usado na prevenção dos sintomas de condições alérgicas tais como rinite e urticária e diversos distúrbios da pele associados a coceira. Seu nome químico é þ-(4-chlorophenyl)-N,N-dimethyl-2-Pyridinepropanamine, e a fórmula química, C16H19ClN2.
No Brasil, é utilizado como princípio ativo de antialérgicos como Resfenol e Polaramine.
Seus efeitos sedativos são relativamente fracos em comparação com outros anti-histamínicos de primeira geração. Clorfenamina é um dos anti-histamínicos mais utilizados em prática veterinária de pequenos animais. Embora geralmente não seja aprovado como antidepressivo ou medicação anti-ansiedade, clorfenamina parece ter também essas propriedades.

## Usos médicos

### Produtos combinados
A clorfenamina é frequentemente combinada com a fenilpropanolamina para formar um medicamento para alergia com propriedades anti-histamínicas e descongestionantes, embora a fenilpropanolamina não esteja mais disponível nos EUA depois que estudos mostraram que ela aumentava o risco de derrame em mulheres jovens. A clorfenamina continua disponível sem esse risco.

No medicamento Coricidin, a clorfenamina é combinada com o supressor de tosse dextrometorfano. No medicamento Cêgripe, a clorfenamina é combinada com o analgésico paracetamol.